# Richard Bligh
Richard Bligh (* im 20. Jahrhundert) ist ein australischer Schauspieler in Film und Fernsehen. International bekannt wurde er durch seine Rolle des Mr. Butler in der Detektivserie Miss Fishers mysteriöse Mordfälle.

## Karriere
Richard Bligh begann seine Laufbahn im australischen Fernsehen 1992 in der Polizeiserie Police Rescue – Gefährlicher Einsatz. Es folgten in den 1990er Jahren weitere Rollen in Serien wie G.P., Mercury oder der Polizeidramaserie Blue Heelers. In den 2000er Jahren sah man ihn in einer Folge der TV-Serie MDA. 2012 spielte er in dem australischen Fernsehfilm The Mystery of a Hansom Cab, nach einer Literaturvorlage von Fergus Hume unter der Regie von Shawn Seet mit. Die Hauptrollen spielten John Waters und Marco Chiappi. 2013 wurde er in dem TV-Film A Wise Man? von Ben Whimpey für die Hauptrolle besetzt. Von 2012 bis 2015 spielte er an der Seite von Essie Davis als (Phryne Fisher) in der populären australischen Detektivserie Miss Fishers mysteriöse Mordfälle, basierend auf den Kriminalromanen von Kerry Greenwood, in 32 Episoden die Rolle des Mr. Butler. 2017 und 2018 wirkte er in kleinen Rollen in den Fernsehminiserien Newton's Law und Olivia Newton-John: Hopelessly Devoted to You mit. 2019 sah man ihn in einer Folge der US-amerikanischen Mystery-Serie Preacher. 2021 besetzte ihn der Regisseur Michael Kratochvil in dem australischen Horrorkurzfilm Sweet Mary, Where Did You Go? in der Rolle des Fotografen.

## Filmografie (Auswahl)

### Fernsehen
- 1992: Police Rescue – Gefährlicher Einsatz (Police Rescue, Fernsehserie, 1 Episode)
- 1993: G.P. (Fernsehserie, 1 Episode)
- 1996: Mercury (Fernsehminiserie, 1 Episode)
- 1998–2003: Blue Heelers (Fernsehserie, 3 Episoden)
- 2002: MDA (Fernsehserie, 1 Episode)
- 2012: The Mystery of a Hansom Cab (Fernsehfilm)
- 2012–2015: Miss Fishers mysteriöse Mordfälle (Miss Fisher's Murder Mysteries, Fernsehserie, 32 Episoden)
- 2013: A Wise Man? (Fernsehfilm)
- 2014: It's a Date (Fernsehserie, 1 Episode)
- 2017: Newton's Law (Fernsehminiserie, 2 Episoden)
- 2018: Olivia Newton-John: Hopelessly Devoted to You (Fernsehminiserie, 2 Episoden)
- 2019: Preacher (Fernsehserie, 1 Episode)

### Kurzfilm
- 2021: Sweet Mary, Where Did You Go?